# Stephen Brundidge
Stephen Brundidge Jr., född 1 januari 1857 i Searcy i Arkansas, död 14 januari 1938 i Searcy i Arkansas, var en amerikansk politiker (demokrat). Han var ledamot av USA:s representanthus 1897–1909.
Brundidges grav är på Oak Grove Cemetery i Searcy i Arkansas.